# Rörmyrtjärnen (Lycksele socken, Lappland, 719127-163895)
Rörmyrtjärnen är en sjö i Lycksele kommun i Lappland och ingår i Umeälvens huvudavrinningsområde.